# Ypsos
Ypsos (Ipsos) är en ort i Grekland.   Den ligger i prefekturen Nomós Kerkýras och regionen Joniska öarna, i den västra delen av landet, 400 km nordväst om huvudstaden Aten. Ypsos ligger 19 meter över havet och antalet invånare är 769. Den ligger på ön Korfu.
Terrängen runt Ypsos är kuperad åt nordväst, men åt sydost är den platt. Havet är nära Ypsos åt sydost. Närmaste större samhälle är Korfu, 10,9 km sydost om Ypsos. 